# Agenci T.A.R.C.Z.Y.: Slingshot
Agenci T.A.R.C.Z.Y.: Slingshot (org.: Marvel's Agents of S.H.I.E.L.D.: Slingshot) – amerykański serial internetowy fantastycznonaukowy na podstawie komiksów wydawnictwa Marvel Comics opowiadający o fikcyjnej organizacji S.H.I.E.L.D. i postaci Yo-Yo Rodriguez. Serial ten jest częścią franczyzy Filmowego Uniwersum Marvela.
Produkowany jest przez ABC Studios i Marvel Television. Twórcą serialu jest Geoffrey Colo. W rolach głównych występują: Natalia Cordova-Buckley, Clark Gregg, Chloe Bennet, Jason O’Mara, Ming-Na Wen, Iain De Caestecker, Elizabeth Henstridge i Henry Simmons. 
Serial dostępny jest od 13 grudnia 2016 roku na stronach ABC.com i marvel.com oraz na portalu YouTube.

## Obsada
| - Natalia Cordova-Buckley jako Elena „Yo–Yo” Rodriguez - Clark Gregg jako Phil Coulson - Chloe Bennet jako Daisy Johnson / Quake - Jason O’Mara jako Jeffrey Mace - Ming-Na Wen jako Melinda May - Iain De Caestecker jako Leopold „Leo” Fitz - Elizabeth Henstridge jako Jemma Simmons - Henry Simmons jako Alphonso "Mack" MacKenzie | - Yancey Arias jako Victor Ramon - Alexander Wraith jako Anderson - Deren Tadlock jako Cecilio - Dale Pavinski jako Briggs - Matt Berberi i Hiroo Minami jako ludzie Ramona |

Twórca komiksów Marvel Comics, Stan Lee pojawia się na fotografii .

## Emisja
Serial składa się z 6 odcinków i dostępny jest od 13 grudnia 2016 roku na stronach ABC.com i marvel.com oraz na portalu YouTube .

### Odcinki
| № | # | Tytuł        | Reżyseria      | Scenariusz                   | Premiera (ABC.com) |
| - | - | ------------ | -------------- | ---------------------------- | ------------------ |
| 1 | 1 | Vendetta     | Joe Quesada    | James Oliver Sharla Oliver   | 13 grudnia 2016    |
| 2 | 2 | John Hancock | Feliks Parnell | James Oliver Sharla Oliver   | 13 grudnia 2016    |
| 3 | 3 | Progress     | Keith Potter   | George Kitson                | 13 grudnia 2016    |
| 4 | 4 | Reunion      | Chris Cheramie | Iden Baghdadchi              | 13 grudnia 2016    |
| 5 | 5 | Deal Breaker | John Gordon    | Iden Baghdadchi Mark Leitner | 13 grudnia 2016    |
| 6 | 6 | Justicia     | Mark Kolpack   | Mark Leitner                 | 13 grudnia 2016    |

## Produkcja

### Rozwój projektu
5 grudnia 2016 roku, Natalia Cordova-Buckley zapowiedziała zwiastun, który zadebiutuje po odcinku Morze ognia czwartego sezonu serialu Agenci T.A.R.C.Z.Y.. Zwiastun ten zapowiedział serial internetowy Agenci T.A.R.C.Z.Y.: Slingshot, który koncentruje się wokół postaci Eleny Rodriguez. Serial składa się z sześciu 3-6 minutowych odcinków .

### Casting
Cordova-Buckley została obsadzona w roli Rodriguez w lutym 2016 roku w trzecim sezonie serialu Agenci T.A.R.C.Z.Y.. W grudniu 2016 roku ujawniono, że wystąpi ona w Slingshot. Później poinformowano, że razem z nią wystąpią inni aktorzy z serialu: Clark Gregg jako Phil Coulson, Jason O’Mara jako Jeffrey Mace, Henry Simmons jako Mack MacKenzie, Chloe Bennet jako Daisy Johnson / Quake, Ming-Na Wen jako Melinda May, Iain De Caestecker jako Leo Fitz i Elizabeth Henstridge jako Jemma Simmons.
W serialu występuje również Yancey Arias jako Victor Ramon, który również wystąpił wcześniej w serialu Agenci T.A.R.C.Z.Y.. Gościnnie swoje role powtarzają również: Alexander Wraith jako Anderson; Deren Tadlock jako Cecilio oraz Dale Pavinski jako Briggs .

### Zdjęcia i postprodukcja
Jeden z odcinków wyreżyserował dyrektor artystyczny Marvel Comics, Joe Quesada, który zadebiutował w tej roli . Za zdjęcia odpowiadał Kyle Jewell, za scenografię – Gregory S. Melton, a za kostiumy – Ann Foley . Montażem zajmowali się Jennifer Macfarlane i Michael Benni Pierce, a efektami specjalnymi – Mark Kolpack. Muzykę do serialu skomponował Bear McCreary .

### Powiązania z MCU
Większość wydarzeń w serialu ma miejsce tuż przed czwartym sezonem serialu Agenci T.A.R.C.Z.Y.. W serialu pojawiają się nawiązania do Peggy Carter, Thaddeusa „Thunderbolta” Rossa oraz więzienia Raft .

## Odbiór

### Nagrody i nominacje
| Rok  | Ceremonia      | Kategoria                                                    | Nominowani                     | Rezultat  | Przypis |
| ---- | -------------- | ------------------------------------------------------------ | ------------------------------ | --------- | ------- |
| 2017 | Webby Awards   | Najlepsza długa forma dramatyczna lub serial                 | Agenci T.A.R.C.Z.Y.: Slingshot | Wygrana   | [ 11 ]  |
| 2017 | Emmy Awards    | Najlepsza krótka forma serialu komediowego lub dramatycznego | Agenci T.A.R.C.Z.Y.: Slingshot | Nominacja | [ 12 ]  |
| 2017 | Streamy Awards | Najlepsze kostiumy                                           | Ann Foley                      | Oczekuje  | [ 10 ]  |